# Vészhelyzet Mexikóban
A Vészhelyzet Mexikóban (eredeti cím: Médicos, linea de vida - Orvosok, az élet útvonala) 2019 és 2020 között vetített mexikói telenovella, amelyet José Alberto Castro alkotott.
A Producerei Ernesto Hernández és Fausto Sáinz. A rendezői Ana Lorena Pérez-Ríos és Santiago Barbosa. A főszerepekben Livia Brito, Daniel Arenas, Grettell Valdez, José Elías Moreno, Carlos de la Mota és Isabel Burr láthatók. A sorozat a Televisa gyártásában készült, forgalmazója a Televisa Internacional.
Mexikóban 2019. november 11-e és 2020. március 8-a között volt látható a Las Estrellas-én. Magyarországon 2020. augusztus 12-én mutatta be az TV2.
José Alberto Castro 2020. február 7-én megerősítette, hogy berendelték a sorozat második évadját.

## Főszereplők
| Színész               | Szerep                          | Magyar hang        |
| --------------------- | ------------------------------- | ------------------ |
| Livia Brito           | Regina Villaseñor Gil           | Zsigmond Tamara    |
| Daniel Arenas         | David Paredes                   | Moser Károly       |
| Grettell Valdez       | Ana Caballero                   | Dobó Enikő         |
| José Elías Moreno     | Gonzalo Olmedo                  | Rosta Sándor       |
| Carlos de la Mota     | Luis Galván                     | Pálmai Szabolcs    |
| Isabel Burr           | Cynthia Guerrero                | F. Nagy Eszter     |
| Marisol del Olmo      | Constanza Madariaga de Castillo | Solecki Janka      |
| Erika de la Rosa      | Mireya Navarro                  | Mezei Kitty        |
| Rodrigo Murray        | René Castillo                   | Laklóth Aladár     |
| Federico Ayos         | Rafael "Rafa" Calderón          | Karácsonyi Zoltán  |
| Daniel Tovar          | Daniel Juárez                   | Kádár-Szabó Bence  |
| Dalilah Polanco       | Luz González                    | Bertalan Ágnes     |
| Scarlet Gruber        | Tania Olivares                  | Sánta Annamária    |
| Mauricio Hénao        | Marco Zavala                    | Suhajda Dániel     |
| Lorena García         | Pamela Miranda                  | Laudon Andrea      |
| Michel López          | Diego Martínez                  | Gacsal Ádám        |
| Rodolfo Salas         | Arturo Molina                   | Hamvas Dániel      |
| Jorge Ortiz de Pinedo | Dr. Enrique Lara                | Barbinek Péter     |
| Iliana Fox            | Susana Álvarez de Galván        | Kökényessy Ági     |
| Osvaldo de León       | Sergio                          | Markovics Tamás    |
| Raquel Garza          | Elena de Juárez                 | Kocsis Mariann     |
| Luis Gatica           | Francisco "Paco" Juárez         | Háda János         |
| Eugenia Cauduro       | Patricia Guerrero               | Szórádi Erika      |
| Lía Ferré             | Cecilia                         | Bogdányi Titanilla |